# هاغاشاش هاخيفير
هاغاشاش هاخيفير (بالعبرية: הגשש החיוור‏) فرقة مكونة من ثلاثي كوميدي إسرائيلي شهير. ويعرفون أيضا باسم «غاشاشيم» . وهم يشعياهو ليفي («شايك»)، ويسرائيل بولياكوف («بولي») وغافريل باناي («غافري»).
حصلت على جائزة إسرائيل في عام 2000، لإنجاز العمر والمساهمة الخاصة في المجتمع ودولة إسرائيل. 

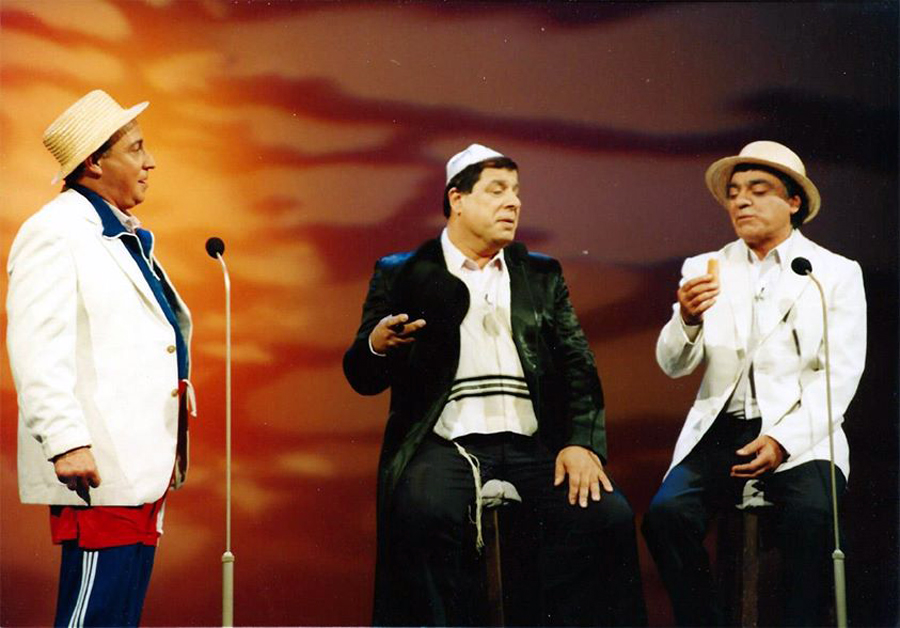
من اليمين إلى اليسار: غافريل باناي («غافري») ، يشعياهو ليفي («شايك»)، يسرائيل بولياكوف («بولي»)

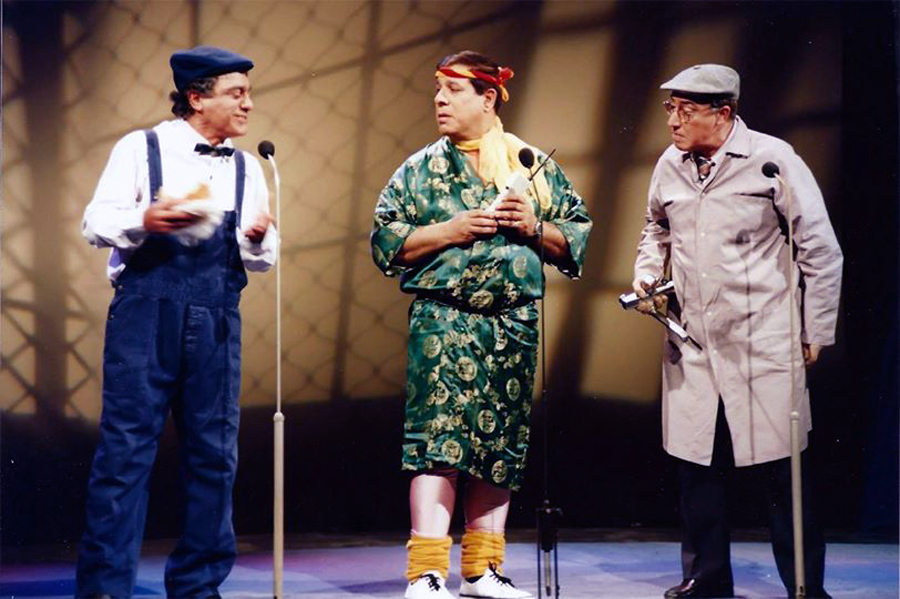
من اليمين إلى اليسار: "بولي" ، "شايك" ، "غافري"

## التاريخ
كان شايك وبولي وغافري أعضاء في فرقة «تارنيغوليم» (الديوك)، التي أسستها نعومي بولاني في عام 1960.  
قدمت الغاشاشيم العديد من اسكتشات الكوميدية التي أصبحت كلاسيكيات، وأضافت العديد من العبارات والتعبيرات إلى اللغة العبرية المعاصرة العامية. كما لعبوا دور البطولة في الأفلام الكوميدية الإسرائيلية التي حققت نجاحًا كبيرًا، مثل جفعات هالفون إينا أونا وسجلوا العديد من الأغاني العبرية الشهيرة. وقام بعض من أعظم الكتاب والكتاب المسرحيين في إسرائيل، بمن فيهم نسيم ألوني، بإعداد المواد للثلاثي. كان منتج «هاغاشاش هاخيفير» هو أفراهام ديشي (باتشانيل).
وكانت اسكتشات الفرقة موجهة لجميع فئات وطبقات الشعب، فلم تقتصر على المتعلمين.
في 29 أكتوبر 2007 توفي يسرائيل بولياكوف عن عمر يناهز 66 عامًا

## جوائز وتقديرات
في عام 2000، تم منح «هاغاشاش هاخيفير» وأعضائها الثلاثة جائزة إسرائيل لإنجازهم مدى الحياة ومساهمتهم الخاصة في المجتمع ودولة إسرائيل.  
كتب أعضاء لجنة الحكام الذين منحوا الجائزة في قرارهم بمنح الجائزة للمجموعة: «تفردت هاغاشاش هاخيفير في جانبين: من ناحية، بعكس الحياة والثقافة التي نشأت في إسرائيل خلال فترة وجودها في الخمسين سنة الأولى ومرورها بالحروب واستقبالها للمهاجرين، وفي النضال من أجل وجودها. ومن ناحية أخرى، فقد لعبت دورًا نشطًا في تشكيل هذه الثقافة، وخلق لغتها ورسم هويتها. . . ولغتهم والصور التي صنعوها حطمت جدران اللغة العبرية غير المرنة وأصبحت عبارات اصطلاحية معيارية، لدرجة أن من لا يعرفها لا يعرف جزءًا كبيرًا من الثقافة التي نشأت هنا. عبارات مثل،» قد بسلام، المفاتيح بالداخل"، "هل كان هناك محرك؟«[إشارة إلى مسرحية هزلية» سيارة مسحوبة«حيث يعيد الجيش السيارة المطلوبة بدون أي من أجزائها الأصلية] ، والعديد من الأشياء الأخرى التي أصبحت جزءًا من لغتنا اليومية.» 

## الأهمية الثقافية
دخلت الفرقة في تكوين جزءا من الهوية الذاتية الثقافية للعديد من الإسرائيلين. ووصف عالم الاجتماع والباحث الإسرائيلي باروخ كيمرلنغ الفرقة بأنها «أكثر أهمية بالنسبة لي من شكسبير» من هذه الناحية. وقال دان شليسل مؤسس موقع «تسجيلات ستاند أب» وهو أحد المعجبين بالمجموعة: «لقد دفعوا حدود السريالية في لغة ماتت منذ ألفي عام،». وفي كتابها «لا مزحة: صنع الفكاهة اليهودية» ، صرحت عالمة الأدب اليديشية روث ويس «إذا سألت مجموعة متنوعة من الإسرائيليين،» ما الذي يتبادر إلى الذهن عندما أقول، الدعابة الإسرائيلية؟ «يجيب الجميع تقريبًا» هاغاشاش هاخيفير". " 